# 기획회의
《기획회의》는 한국출판마케팅연구소(소장 한기호)에서 발행하는 출판 전문잡지이다. 1999년 2월부터 발행된 격주간 <송인소식>을 전신으로 하며, 출판계소식과 비평, 편집자들의 서평,기획자 릴레이(편집자들과 기획자들의 실무이야기) 등으로 구성되어 있다.